# Slivnitsa (huyện)
Slivnitsa là một đô thị thuộc tỉnh Sofia, Bungaria. Dân số thời điểm năm 2001 là 10422 người.